# Vuelta a Burgos femminile 2021
La Vuelta a Burgos femminile 2021, sesta edizione della corsa e valevole come nona prova dell'UCI Women's World Tour 2021 categoria 2.WWT, si svolse in quattro tappe dal 20 al 23 maggio 2021 su un percorso di 438,5 km, con partenza da Villadiego e arrivo a Lagunas de Neila, in Spagna. La vittoria fu appannaggio dell'olandese Anna van der Breggen, che completò il percorso in 11h23'55", alla media di 38,470 km/h, precedendo le connazionali Annemiek van Vleuten e Demi Vollering.
Sul traguardo di Lagunas de Neila 92 cicliste, su 108 partite da Villadiego, portarono a termine la competizione.

## Tappe
| Tappa  | Data      | Percorso                                  | km    | Vincitore di tappa    | Leader cl. generale  |
| ------ | --------- | ----------------------------------------- | ----- | --------------------- | -------------------- |
| 1ª     | 20 maggio | Villadiego > Sargentes de la Lora         | 99,8  | Grace Brown           | Grace Brown          |
| 2ª     | 21 maggio | Pedrosa de Valdeporres > Villarcayo       | 97,1  | Anastasija Čursina    | Elise Chabbey        |
| 3ª     | 22 maggio | Medina de Pomar > Ojo Guareña             | 117,3 | Cecilie Uttrup Ludwig | Niamh Fisher-Black   |
| 4ª     | 23 maggio | Quintanar de la Sierra > Lagunas de Neila | 124,3 | Anna van der Breggen  | Anna van der Breggen |
| Totale | Totale    | Totale                                    | 438,5 |                       |                      |

## Squadre e corridori partecipanti
| N.    | Cod. | Squadra                   |
| ----- | ---- | ------------------------- |
| 1-6   | SDW  | Team SD Worx              |
| 11-16 | MOV  | Movistar Team Women       |
| 21-26 | TFS  | Trek-Segafredo            |
| 31-36 | BEX  | Team BikeExchange         |
| 41-46 | ALE  | Alé BTC Ljubljana         |
| 51-56 | LIV  | Liv Racing                |
| 61-66 | CSR  | Canyon-SRAM Racing        |
| 71-76 | FDJ  | FDJ Nouvelle-Aquitaine    |
| 81-86 | WNT  | Ceratizit-WNT Pro Cycling |
| 91-96 | VAL  | Valcar-Travel & Service   |

| N.      | Cod. | Squadra                         |
| ------- | ---- | ------------------------------- |
| 101-106 | MNX  | A.R. Monex Women's              |
| 111-115 | ILP  | InstaFund La Prima              |
| 121-126 | RLW  | Rally Cycling Women             |
| 131-136 | WCS  | Women Cycling Team              |
| 141-146 | BDU  | Bizkaia Durango                 |
| 151-156 | EIC  | Eneicat-RBH Global              |
| 161-166 | ---  | non assegnato                   |
| 171-176 | MAT  | Massi-Tactic Women Team         |
| 181-186 | RMC  | Rio Miera-Cantabria Deporte     |
| 191-196 | CGS  | Cogeas-Mettler Pro Cycling Team |

## Dettagli delle tappe

### 1ª tappa
- 20 maggio: Villadiego > Sargentes de la Lora – 99,8 km

Risultati
| Pos. | Corridore          | Squadra      | Tempo    |
| ---- | ------------------ | ------------ | -------- |
| 1    | Grace Brown        | BikeExchange | 2h28'28" |
| 2    | Elise Chabbey      | Canyon       | s.t.     |
| 3    | Niamh Fisher-Black | SD Worx      | s.t.     |

| Pos. | Corridore          | Squadra      | Tempo    |
| ---- | ------------------ | ------------ | -------- |
| 1    | Grace Brown        | BikeExchange | 2h28'28" |
| 2    | Elise Chabbey      | Canyon       | s.t.     |
| 3    | Niamh Fisher-Black | SD Worx      | s.t.     |

### 2ª tappa
- 21 maggio: Pedrosa de Valdeporres > Villarcayo – 97,1 km

Risultati
| Pos. | Corridore          | Squadra | Tempo    |
| ---- | ------------------ | ------- | -------- |
| 1    | Anastasija Čursina | Alé BTC | 2h29'28" |
| 2    | Alice Barnes       | Canyon  | a 1'11"  |
| 3    | Amalie Dideriksen  | Trek    | s.t.     |

| Pos. | Corridore          | Squadra      | Tempo    |
| ---- | ------------------ | ------------ | -------- |
| 1    | Elise Chabbey      | Canyon       | 4h59'07" |
| 2    | Niamh Fisher-Black | SD Worx      | s.t.     |
| 3    | Grace Brown        | BikeExchange | s.t.     |

### 3ª tappa
- 22 maggio: Medina de Pomar > Ojo Guareña – 117,3 km

Risultati
| Pos. | Corridore           | Squadra | Tempo    |
| ---- | ------------------- | ------- | -------- |
| 1    | Cecilie Utt. Ludwig | FDJ     | 3h00'28" |
| 2    | Kat. Niewiadoma     | Canyon  | s.t.     |
| 3    | A. v. d. Breggen    | SD Worx | s.t.     |

| Pos. | Corridore          | Squadra      | Tempo    |
| ---- | ------------------ | ------------ | -------- |
| 1    | Niamh Fisher-Black | SD Worx      | 7h59'38" |
| 2    | Grace Brown        | BikeExchange | s.t.     |
| 3    | Kat. Niewiadoma    | Canyon       | a 2"     |

### 4ª tappa
- 23 maggio: Quintanar de la Sierra > Lagunas de Neila – 124,3 km

Risultati
| Pos. | Corridore          | Squadra  | Tempo    |
| ---- | ------------------ | -------- | -------- |
| 1    | A. v. d. Breggen   | SD Worx  | 3h24'15" |
| 2    | Annem. van Vleuten | Movistar | s.t.     |
| 3    | Demi Vollering     | SD Worx  | a 20"    |

| Pos. | Corridore          | Squadra  | Tempo     |
| ---- | ------------------ | -------- | --------- |
| 1    | A. v. d. Breggen   | SD Worx  | 11h23'55" |
| 2    | Annem. van Vleuten | Movistar | a 3"      |
| 3    | Demi Vollering     | SD Worx  | a 23"     |

## Evoluzione delle classifiche
| Tappa              | Vincitore             | Classifica generale Maglia viola | Classifica a punti Maglia verde | Classifica scalatrici Maglia rossa | Classifica giovani Maglia bianca | Classifica a squadre |
| ------------------ | --------------------- | -------------------------------- | ------------------------------- | ---------------------------------- | -------------------------------- | -------------------- |
| 1ª                 | Grace Brown           | Grace Brown                      | Grace Brown                     | Grace Brown                        | Niamh Fisher-Black               | Team SD Worx         |
| 2ª                 | Anastasia Chursina    | Elise Chabbey                    | Arlenis Sierra                  | Heidi Franz                        | Niamh Fisher-Black               | Alé BTC Ljubljana    |
| 3ª                 | Cecilie Uttrup Ludwig | Niamh Fisher-Black               | Grace Brown                     | Niamh Fisher-Black                 | Niamh Fisher-Black               | Alé BTC Ljubljana    |
| 4ª                 | Anna van der Breggen  | Anna van der Breggen             | Anna van der Breggen            | Anna van der Breggen               | Niamh Fisher-Black               | Team SD Worx         |
| Classifiche finali | Classifiche finali    | Anna van der Breggen             | Anna van der Breggen            | Anna van der Breggen               | Niamh Fisher-Black               | Team SD Worx         |

## Classifiche finali

### Classifica generale - Maglia viola
| Pos. | Corridore           | Squadra      | Tempo     |
| ---- | ------------------- | ------------ | --------- |
| 1    | A. v. d. Breggen    | SD Worx      | 11h23'55" |
| 2    | Annem. van Vleuten  | Movistar     | a 3"      |
| 3    | Demi Vollering      | SD Worx      | a 23"     |
| 4    | Clara Koppenburg    | Rally        | a 59"     |
| 5    | Katrine Aalerud     | Movistar     | a 1'02"   |
| 6    | Cecilie Utt. Ludwig | FDJ          | s 1'04"   |
| 7    | Grace Brown         | BikeExchange | a 1'07"   |
| 8    | Ashleigh Moolman    | SD Worx      | a 1'09"   |
| 9    | Pau. Rooijakkers    | Liv          | s.t.      |
| 10   | Kat. Niewiadoma     | Canyon       | a 1'25"   |

### Classifica a punti - Maglia verde
| Pos. | Corridore           | Squadra      | Punti |
| ---- | ------------------- | ------------ | ----- |
| 1    | A. v. d. Breggen    | SD Worx      | 41    |
| 2    | Demi Vollering      | SD Worx      | 40    |
| 3    | Grace Brown         | BikeExchange | 37    |
| 4    | Cecilie Utt. Ludwig | FDJ          | 34    |
| 5    | Annem. van Vleuten  | Movistar     | 34    |

### Classifica scalatrici - Maglia rossa
| Pos. | Corridore           | Squadra  | Punti |
| ---- | ------------------- | -------- | ----- |
| 1    | A. v. d. Breggen    | SD Worx  | 32    |
| 2    | Annem. van Vleuten  | Movistar | 25    |
| 3    | Demi Vollering      | SD Worx  | 20    |
| 4    | Cecilie Utt. Ludwig | FDJ      | 18    |
| 5    | Pau. Rooijakkers    | Liv      | 18    |

### Classifica giovani - Maglia bianca
| Pos. | Corridore          | Squadra    | Tempo     |
| ---- | ------------------ | ---------- | --------- |
| 1    | Niamh Fisher-Black | SD Worx    | 11h25'36" |
| 2    | Évita Muzic        | FDJ        | a 4"      |
| 3    | Mikayla Harvey     | Canyon     | a 27"     |
| 4    | Anna Shackley      | SD Worx    | a 59"     |
| 5    | Andrea Fregoso     | A.R. Monex | a 2'16"   |

### Classifica a squadre
| Pos. | Squadra             | Tempo     |
| ---- | ------------------- | --------- |
| 1    | Team SD Worx        | 34h13'12" |
| 2    | Team BikeExchange   | a 3'21"   |
| 3    | Liv Racing          | a 3'35"   |
| 4    | Canyon-SRAM Racing  | a 4'19"   |
| 5    | Movistar Team Women | a 5'51"   |